# Зенобані (Чохатаурський муніципалітет)
Зенобані (груз. ზენობანი) — село в Грузії.
За даними перепису населення 2014 року в селі проживає 108 осіб.